# سنجدك (فريمان)
سنجدك (بالفارسية: سنجدک) هي قرية تقع في قسم بالابند الريفي في إيران. يقدر عدد سكانها بـ 121 نسمة بحسب إحصاء 2016.